# Sanggye (metropolitana di Seul)
Sanggye (상계역 - 上溪驛, Sanggye-yeok) è una stazione della metropolitana di Seul servita dalla linea 4 della metropolitana di Seul. Si trova nel quartiere di Nowon-gu, a nord rispetto al centro della città sudcoreana.

## Linee
Seoul Metro
● Linea 4 (Codice: 410)

## Struttura
La stazione è costituita da due banchine laterali con due binari passanti su viadotto, protetti da porte di banchina a piena altezza sottoterra. Sono presenti 2 aree tornelli, e le uscite a livello strada sono 4 in totale.
| Direzione Danggogae | ● Linea 4 | per Danggogae                                                 |
| Direzione centro    | ● Linea 4 | per Nowon, Chungmuro, Seul, Sadang, Geumjeong, Jungang e Oido |

## Stazioni adiacenti
| «         | Servizio | »       |
| Linea 4   | Linea 4  | Linea 4 |
| --------- | -------- | ------- |
| Danggogae | -        | Nowon   |